# Tele Music
Tele Music est une enseigne des Editions Musicales Sforzando. Entièrement  dévolue à la librairie musicale, elle représente les catalogues Tele Music, JW Media, The Lost Tapes, Addikt Music et Dynamique & Gaie.
Le catalogue Tele Music est l'un des principaux exemples français de librairie musicale, anglicisme dérivé de Library music. Ces termes désignent communément les musiques de stock ou d'illustration sonore utilisées par les productions audiovisuelles.

## Histoire
Créées en 1966 par Roger Tokarz, juste avant l'autorisation de la publicité à la télévision française, les éditions musicales Sforzando se spécialisent dès leur début dans l'illustration sonore pour la radio et la télévision.
Le premier enregistrement du catalogue Tele Music est publié en 1968 : il s'agit de Scarlatti Sounds, écrit par Luiz Peña (pseudonyme de Luis Conti), et dirigé par Raymond Guiot, compositeur et virtuose de la flûte traversière.
Ce catalogue, commercialisé sous la marque Tele Music, va s'enrichir grâce aux productions d'artistes pour la plupart très peu connus du grand public à l'époque, parmi lesquels :
- Bernard Estardy
- Bernard Lubat
- Claude Engel
- Gabriel Yared
- Georges Châtelain
- Guy Pedersen
- Hérvé Roy
- Jean Schulteis
- Mat Camison
- Pierre Alain Dahan
- Pierre Bachelet
- Raymond Guiot
- Sauveur Mallia
- Slim Pezin
- Tonio Rubio

## Voyage (groupe)
Le compositeur Pierre-Alain Dahan, en compagnie des musiciens Slim Pezin, Marc Chantereau et Sauveur Malia, forme en 1977 le groupe Voyage, produit par le label Sirocco, une filiale de Tele Music. Leurs titres Fly Away et From East To West furent des hits disco, vendus à cinq millions d'exemplaires.

## Redécouverte du catalogue
Le catalogue Tele Music, qui connait son heure de gloire dans les années 1970, est redécouvert à partir des années 1990 par des musiciens de la scène hip-hop et techno. En effet, bien que les titres de Tele Music aient été avant tout produits pour les besoins des professionnels de l'audiovisuel, l'apparition des samplers permet à des producteurs d'utiliser des boucles extraites du catalogue pour créer d'autres morceaux.